# Estação Vilarinho
Vilarinho é um terminal intermodal de transporte coletivo situado na Região de Venda Nova, em Belo Horizonte. Estrategicamente localizada próximo às avenidas Cristiano Machado, Pedro I e Vilarinho, a estação serve como um ponto nodal, integrando 85 linhas de ônibus e uma linha de metrô. Foi inaugurada em 2002.
Originalmente projetada para atender uma demanda de 100.000 a 160.000 passageiros diariamente, a Estação Vilarinho foi concebida com a ambição de ser o maior terminal de integração da Região Metropolitana de Belo Horizonte. No entanto, atualmente, a estação registra um fluxo médio de 30 mil passageiros por dia.
Em termos de infraestrutura, a estação se estende por uma área total de 4 584,60 m² e é equipada com uma plataforma. Para facilitar o acesso e a mobilidade dos passageiros, a estação dispõe de 4 escadas rolantes, 2 elevadores, 5 escadas fixas e 4 rampas nas passarelas de interligação. Além disso, a estação é dotada de piso podotátil para auxiliar na locomoção de pessoas com deficiência visual. A estação também possui 3 passarelas de interligação que a conectam ao terminal de ônibus e ao shopping Estação BH. A entrada principal da estação, localizada na Av. Vilarinho, é dividida em dois setores: o setor sul, com 9 entradas e 6 saídas, e o setor norte, com 7 entradas e 6 saídas.

## Shopping
Em conjunto com a Estação Vilarinho existe o Shopping Estação BH, operado pela brMalls, uma importante empresa administradora de Shopping Center do Brasil. Este é o shopping mais próximo ao Vetor Norte da Região Metropolitana de Belo Horizonte sendo um dos maiores atrativos do terminal.

## Metrô
A Estação Vilarinho é integrada ao Metrô de Belo Horizonte de 05h15 às 23h00, com intervalos entre 4 e 12 minutos.

## Ônibus
Em 2008, a Estação Vilarinho em Belo Horizonte testemunhou uma notável expansão com a inauguração do seu Terminal de Integração. Este projeto, orçado em mais de R$33 milhões, se estende por uma imponente área de mais de 62 mil metros quadrados e foi projetado para suportar uma movimentação de até 400 ônibus por hora.
Na época de sua inauguração, sua grandiosidade não apenas o destacava em termos de infraestrutura, mas também o consagrava como o maior terminal do sistema intermodal dentre os cinco estados sob a operação da CBTU.
Este terminal desempenha um papel fundamental na integração de linhas municipais das regionais Norte e Venda Nova em Belo Horizonte. Adicionalmente, servia como ponto de conexão para municípios do Vetor Norte de Belo Horizonte, abrangendo São José da Lapa, Santa Luzia, Vespasiano e Lagoa Santa.

## Arredores
Hospital Risoleta Neves - 100 m
Centro Universitário UNA (Campus Linha Verde) - 250 m
Catedral Cristo-Rei - 130 m
Faculdade FAMINAS - 130 m